# ソングライン
ソングライン（英: songline）は、オーストラリア先住民族アボリジニの文化における、オーストラリア全土に延びる目に見えない迷路のような道の通称。ドリームタイム（神話の時代）に創造者や各民族の祖先らがたどったとされる天地の足跡を指し、ドリーミング・トラック（dreaming track）とも呼ばれる。
アボリジニにとってはドリームタイムの先祖の足跡であり、法を示す道である。アボリジニの中には、歌を通して伝えられたその道に従って移動生活を送るものもある。

## 概要
アボリジニの各民族は、ドリーミングやトーテムとして様々なドリームタイムの先祖を持っている。ブルース・チャトウィンの著書『ソングライン』によれば、それらはオーストラリアの大陸を歌いながら旅をし、旅の途中で出会ったあらゆるものを歌にしてきたとされる。万物は歌に歌われるまで存在せず、歌われることで地上に顕現したと考えられている。これは鉄道やランドクルーザーなど外部の人間が持ち込んだものであっても同じであった。
ソングラインはそのドリームタイムに行われてきた地形の創造や出来事と関連し、それにまつわる儀式に影響した。これらは歌という形で口承で伝えられ、アボリジニの各民族は各自の出生の地の歌を伝える義務を負った。これはおもに家族に伝えられ、重要な知識や文化的価値を伝承している。
ソングラインは神話的なものから具体的なものまで、様々なランドマークを結ぶネットワークとなっており、本質的にはその環境の地理的・精神的・社会的・歴史的な輪郭を描写する地図の役割を果たしている。たとえば、ソングラインのひとつには中央砂漠地域と東海岸のバイロンベイを結ぶ3500キロメートルの道筋がある。この道を通じ、砂漠の民は漁の様子を視察し、海岸の民はウルルやカタ・ジュタといった聖地に赴いた。これらの縦横無尽に広がる「歌のサイクル」により近隣の言語グループ同士は繋がりを持ち、ドリームタイムへの信仰や法規範といった概念を共有している。アボリジニは他のグループと、前述のソングラインを伝える義務という形で交流を持ち、また知識や物資の交換なども行われた。
ソングラインはときに民族間の言語を超越する。ソングラインの両端に住む民族が、相手民族の歌を聞き取ると、そこにどのような土地が歌われているのかを正確に知ることができたという。一方でソングラインは「文化のパスポート」の役割も果たし、特定の地域や民族の言語で歌われることは、その集団に対する敬意を示す事にもなる。
アボリジニの郷土への帰属意識は「モブ（言語グループ）」との複雑で強い関係がある。これらの言語グループや先祖伝来の土地との結びつきは、しばしばアボリジニのアイデンティティを形成している。ソングラインは大陸の横断路や文化の交流網であると同時に、これらの郷土とのつながりも示している。

人類学者ロバート・トンキンソンは、1978年に出版した著書『The Mardudjara Aborigines - Living The Dream In Australia's Desert.』において、マルドゥ族のソングラインについてこう述べている。
ソングラインを歌うことは、マルドゥジャラの儀式において不可欠ともいえる重要な要素を占める。それの多くは登場人物の進行方向に従って進められ、特徴的な出来事から平凡な日常までをも浮き彫りにしていくためである。ほとんどの歌には神話的な内容に限らず、地理も含まれるため、男たちは文字通り何千もの場所について、未踏の地であっても熟知できるのである。これらすべてが砂漠地帯の認識地図となるのである。
ほか、ソングラインはアボリジニのアートの題材としても使われる。たとえば、ニューサウスウェールズ州のウォレマイ国立公園はソングラインを描いた美術との関連がある。

### ウェブサイト
- "oral tradition". Encyclopædia Britannica. 2023年10月21日閲覧。
- “Songlines: the Indigenous memory code”. ABC Radio National (2016年7月8日). 2021年7月10日閲覧。
- “Songlines”. Deadly Story. 2021年7月10日閲覧。
- “What is the Connection Between the Dreamtime and Songlines?”. Japingka Aboriginal Art Gallery (2017年10月26日). 2020年1月16日閲覧。
- “Why Songlines Are Important In Aboriginal Art”. Japingka Aboriginal Art Gallery. 2023年10月26日閲覧。